# Chasseradès
Chasseradès ist eine ehemalige französische Gemeinde mit 152 Einwohnern (Stand: 1. Januar 2022) im Département Lozère in der Region Okzitanien. 
Chasseradès wurde mit Wirkung vom 1. Januar 2017 mit den Gemeinden Bagnols-les-Bains, Belvezet, Le Bleymard, Mas-d’Orcières und Saint-Julien-du-Tournel zu einer Commune nouvelle mit dem Namen Mont Lozère et Goulet zusammengeschlossen, wo sie seither über den Status einer Commune déléguée verfügt.

## Geographie
Das Dorf Chasseradès liegt am Oberlauf des Chassezac nördlich des Flusses Lot und des Gebirgsmassivs des Mont Lozère.